# Vyšný Tvarožec
Vyšný Tvarožec je obec na Slovensku v okrese Bardejov ležící v pohoří Busov na polských hranicích. Žije zde 121 obyvatel, první písemná zmínka pochází z roku 1414. Nachází se zde řeckokatolický chrám svatých Kosmy a Damiána z roku 1903.

## Osobnosti
- Jozef Gaganec, rodák, řeckokatolický biskup, v letech 1843-1875 eparcha prešovský